# 君島達己
君島 達己（きみしま たつみ、1950年〈昭和25年〉4月21日 - ）は、日本の実業家。第5代任天堂代表取締役社長。

## 概要
一橋大学法学部を卒業後、株式会社三和銀行（現三菱UFJ銀行）に入行し、本店広報部やロサンゼルス、サンフランシスコ、中央アメリカ、カリブ海地域などで勤務したのち、ニューヨーク支店副支店長を務めた。その後、新橋支店長を経て、当時社長だった山内溥に、広報や海外業務の経験を買われてスカウトされる形で任天堂に入社。
2000年12月、株式会社ポケモン代表取締役に就任。同社で最高財務責任者を務め、ポケモンUSA社長を経て、2002年に荒川實と入れ替わる形で任天堂米国法人（Nintendo Of America Inc.）社長に就任し、同法人に10年以上勤めた。2006年にレジナルド・フィサメィが米国法人社長の体制となってからは同法人最高経営責任者兼議長。米国でのニンテンドーDSなどの普及に貢献した。この間も2002年から任天堂本社取締役を兼務していたが、2013年にアメリカ支社に取締役として残りつつも、任天堂本社の常務取締役ならびに経営統括本部長兼総務本部長に就く。2014年から人事本部担当兼務。同社の経営方針を岩田聡、ゲームソフトを宮本茂、ゲームハードを竹田玄洋が担っていたのに対し、経営統括を担当し、4人の合議により集団指導体制下の任天堂の経営を担った。岩田の死去後、2015年9月16日付けで任天堂の第5代代表取締役社長に就任。
社長就任内定の記者会見では、ディー・エヌ・エーとの連携によるソーシャルゲーム開発や次世代家庭用ゲーム機「NX」（当時のNintendo Switchのコードネーム）の発売など、岩田前社長の路線の継続を表明したほか、新たなビジネスの展開も行っていくことを明らかにした。経営管理畑出身ながら、ゲーム事業は数字のみで評価して経営するべきではないとの考えを持っているとされる。また自身を含めた3人の代表取締役全員が高齢であることから、権限委譲などにより後継者育成を急ぐとともに、次期後継社長については、外部からの登用も検討しているとした。
人口減少社会の中、岩田前社長の基本戦略「ゲーム人口の拡大」をさらに進め「任天堂IP（知的財産）に触れる人口を拡大する」戦略を設定。ユニバーサル・スタジオ・ジャパンやユニバーサル・オーランド・リゾート、ユニバーサル・スタジオ・ハリウッド内でのユニバーサル・ニンテンドー・ワールド開業や、他社商品へのキャラクター使用権許諾の増加等を通じ、ライセンス料収入増収の他、キャラクターのファンを増やし、それをゲームソフト等の売上に繋げる新たなビジネスモデルを進めた。
また、執行役員制度の導入や若手登用の積極化、プロデューサーへの最終的な制作権限移譲を行うなどし、カリスマ的トップに依存する体制からの脱却も進めた。
大幅な減収からの立て直しにあたっていたが、開発者が完成度に満足していなかった『ゼルダの伝説 ブレス オブ ザ ワイルド』の開発期間を延長させてNintendo Switchの発売に合わせるなど、有力ソフトの投入時期を調整するなどして策定したWii UからSwitchへの切り替え戦略が功を奏し、2018年3月期の決算が営業利益で6倍となるなど好調だったため、社長交代の前倒しを決意し、4月26日、任天堂は6月28日付で古川俊太郎を社長に昇格し、君島を相談役に異動すると発表した。2019年公立大学法人福知山公立大学理事。2020年乃村工藝社取締役。2022年任天堂アドバイザー、任天堂米国法人アドバイザー。

## 人物
派手さはなく、穏やかな性格で、気さくな人物とされる。高校、大学ではバレーボール部に所属し、趣味はゴルフやテニスをたしなむ他、二人の娘がいる。2015年の取材では、休日は孫とゲームをするのが楽しみで、『Wii Sports』を気に入っていると語った。ただし、ゲームの腕前はあまり上手くはなく、孫に勝つことはないと述べている。

## 評価・受賞
- 2017年12月、産業能率大学が行った「社長が選ぶ今年の社長2017」調査で第6位選出[23]。
- 2018年5月、米レピュテーション・インスティテュート社が世界15カ国2万8000人に行った「世界で評判の良いCEOアンケート」で日本人として唯一トップ10に選出[24]。

## 著作
- 「独創し続けるための「朝令暮改」、「任天堂」、「分相応」、これが任天堂のDNA―任天堂株式会社相談役 君島達己」川北英隆著『経営者はいかにして、企業価値を高めているのか? 京都大学経済学部・人気講座完全聞き取りノート（京都大学の経営学講義）』ダイヤモンド・ビジネス企画 2019年

## 関わった作品
いずれも北米版のみクレジット。任天堂社長となる以前のタイトルを記載。
- おいでよ どうぶつの森 - スペシャルサンクス
- ファイアーエムブレム 烈火の剣 - スペシャルサンクス
- ファイアーエムブレム 聖魔の光石 - スペシャルサンクス
- メトロイドフュージョン - スペシャルサンクス
- メトロイド ゼロミッション - NoAスペシャルサンクス
- メトロイドプライム - スペシャルサンクス
- メトロイドプライム2 ダークエコーズ - スペシャルサンクス
- メトロイドプライム3 コラプション - スペシャルサンクス
- カービィのエアライド - スペシャルサンクス
- マリオゴルフ ファミリーツアー - スペシャルサンクス
- マリオゴルフGBAツアー - スペシャルサンクス
- マリオパーティ5 - スペシャルサンクス
- マリオパーティ6 - スペシャルサンクス
- マリオパーティ7 - スペシャルサンクス
- マリオパーティ8 - スペシャルサンクス
- マリオパーティDS - スペシャルサンクス
- マリオvs.ドンキーコング - スペシャルサンクス
- ぶらぶらドンキー - スペシャルサンクス
- ポケモンXD 闇の旋風ダーク・ルギア - スペシャルサンクス
- ポケモントローゼ - スペシャルサンクス
- まわるメイドインワリオ - スペシャルサンクス
- さわるメイドインワリオ - スペシャルサンクス
- F-ZERO GX - スペシャルサンクス
- 突撃!!ファミコンウォーズ - スペシャルサンクス
- GAME&WATCH GALLERY 4 - スペシャルサンクス
- Geist - スペシャルサンクス
- アナザーコード 2つの記憶 -スペシャルサンクス
- テン・エイティ シルバーストーム - スペシャルサンクス

### エグゼクティブプロデューサーとして関わった作品
- マリオ&ソニック AT リオオリンピック
- スターフォックス ゼロ
- ペーパーマリオ カラースプラッシュ（岩田聡と共同）
- ポケットモンスター サン・ムーン（田尻智・石原恒和と共同）
- ポケットモンスター ウルトラサン・ウルトラムーン（田尻智・石原恒和と共同）
- スーパーマリオメーカー for ニンテンドー3DS
- マリオスポーツ スーパースターズ
- みんなで!カービィハンターズZ
- カービィのすいこみ大作戦
- ゼルダの伝説 ブレス オブ ザ ワイルド（岩田聡と共同）
- マリオカート8 デラックス（岩田聡と共同）
- ARMS
- スプラトゥーン2
- スーパーマリオ オデッセイ（宮本茂と共同）
- Xenoblade2
- マリオパーティ100 ミニゲームコレクション（遠藤英俊と共同）
- 星のカービィ スターアライズ